# Tyikszi
Tyikszi (oroszul: Тикси) városi jellegű település Oroszország ázsiai részén, az északi Laptyev-tenger partvidékén, Jakutföldön, a Buluni járás székhelye. Tengeri kikötő.
Lakossága: 5063 fő (a 2010. évi népszámláláskor).

## Fekvése
A Laptyev-tenger Tyikszi-öblének nyugati partján, a Léna-deltától keletre, annak közelében fekszik. „Két oldalról a tenger határolja, a másik két oldalon csupasz hegyek, egy ásónyomra már sziklás a talaj…” – írta az 1960-as években ott járt észt író (a későbbi köztársasági elnök), Lennart Meri. 
Az öböl 21 km hosszú, bejárata 17 km széles. Az 1910-es évek végén Fjodor Matyiszen „feltérképezte a Tyikszi-öblöt, s felfedezte a szogai széntelepet, a jövendő tengeri kikötő energiabázisát.” A település az északkeleti átjáró rendszeres használatának kezdetén, 1932–1934-ben keletkezett, 1939-ben városi jellegű település rangjára emelkedett.
Éghajlata rendkívül zord. Gyakoriak a hosszan tartó hóviharok, a tél nyolc hónapig is elhúzódik. A januári középhőmérséklet -35 °C, a júliusi 11 °C. A sarki éjszaka november 17-étől január 25-éig, a sarki nappal (fehér éjszakák) május 10-étől augusztus 2-áig tart.
A település gazdasági jelentőségét teherkikötője adja, mely július közepe és október közepe között fogad hajókat. Fontos átrakodó állomás: az európai országrészből érkező tengeri hajók rakományát innen folyami hajókon szállítják tovább a Lénán és más folyókon. 
Tyikszit a hajózó idényben Jakutszkkal a Lénán közlekedő hajójárat köti össze; repülőterét polgári célra is használják.